# 了性坊

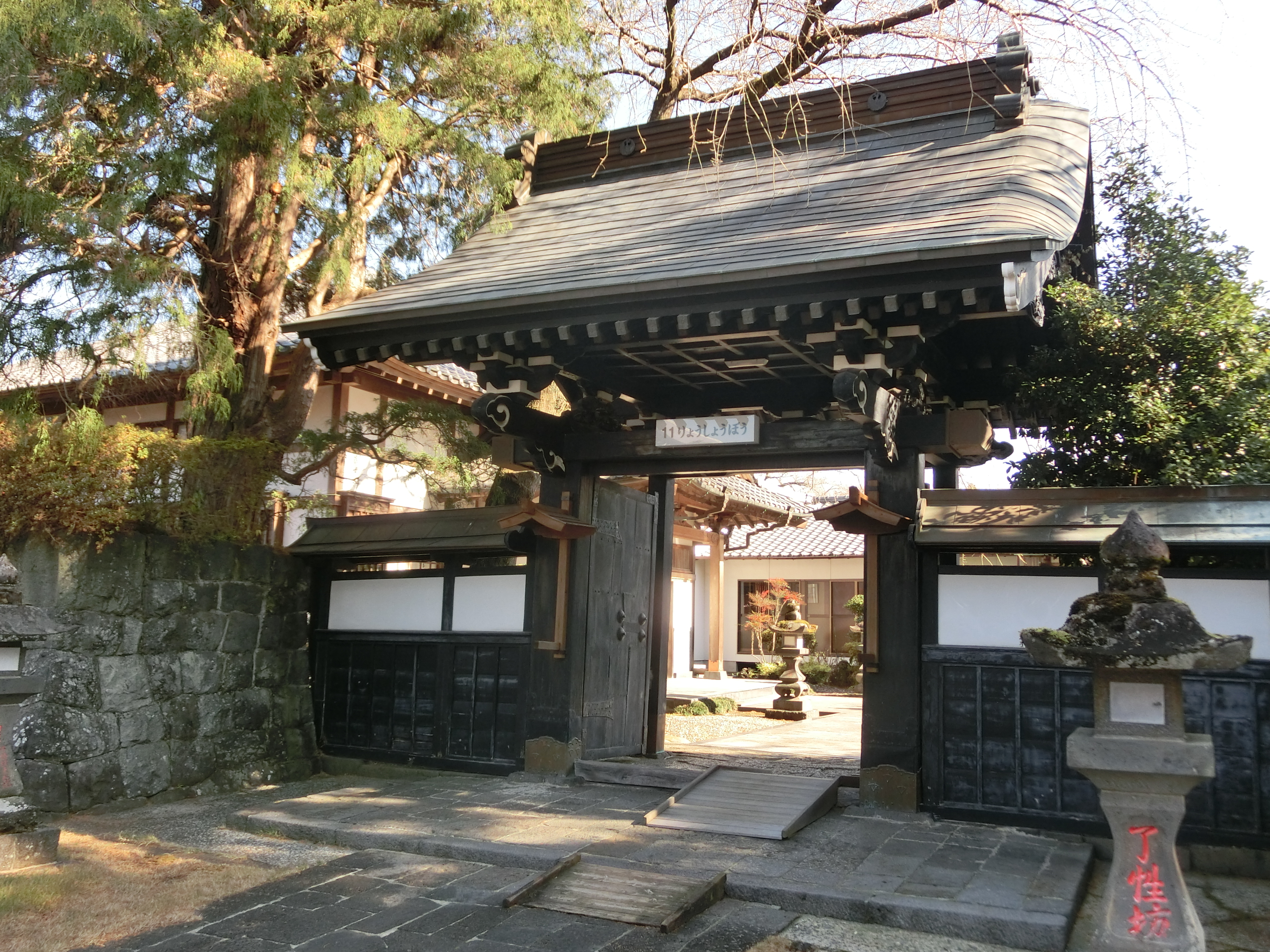
了性坊

了性坊（りょうしょうぼう）は、日蓮正宗総本山大石寺の塔中坊の一つ。表塔中にある。

## 歴史
- 1296年（永仁4年） - 第3祖日目の弟子である大学了性房日乗により建立される。はじめ蓮仙坊と称し、蓮蔵坊の北側にあった。
- 第17世日精の時代に御影堂建立に際し、塔中の南端に移転した。
- 1824年（文政7年）2月16日 - 蓮仙坊から了性坊と改称される。
- 1858年（安政5年）2月16日 - 第55世法主日布が了性坊に居住する。
- 1884年（明治17年） - 大石寺予備・普通教校(瑞聖教校)を久成坊より了性坊に移す
- 1958年（昭和33年）2月22日 - 改築される。
- 1986年（昭和61年）7月23日 - 現在の本堂が完成。